# Списак председника влада Србије
Списак председника влада Србије обухвата председнике влада које су управљале Србијом од 1805. до сада.
У годинама 1815–1839. није постојао положај који би личио на место председника владе, будући да је књаз Милош у потпуности држао извршну власт у својим рукама.
У периоду између I и II светског рата није постојала територијална јединица са називом Србија, па није постојала ни српска влада. Стога нису наведени председници влада Краљевине СХС, односно Краљевине Југославије, иако су оне ефективно биле владе Србије.
За време II светског рата јављају се три конкурентске владе: избегличка, као легални наставак власти Краљевине Југославије, окупаторска, која је, уз немачку подршку, имала стварну контролу у Србији без Војводине и Косова и Метохије, и партизанска, која је на крају победила.
Датуми су закључно са 1918. годином дати по старом, јулијанском календару, који је каснио за грегоријанским 12 дана у XIX и 13 дана у XX веку.

## Устаничка Србија
| Ред                                             | Председник владе   | Председник владе | Председник владе   | Живео     | Почетак         | Крај            | Странка | Напомена |
| ----------------------------------------------- | ------------------ | ---------------- | ------------------ | --------- | --------------- | --------------- | ------- | --- |
| Председник Правитељствујушчег совјета 1804–1814 |                    |                  |                    |           |                 |                 |         | |
| 1                                               | Матеја Ненадовић   |                  | Матеја Ненадовић   | 1777–1854 | 27. август 1805 | јануар 1807     | ниједна | |
| 2                                               | Младен Миловановић |                  | Младен Миловановић | 1760–1823 | јануар 1807     | 1810            | ниједна | Први мандат; након што су успостављена модерна министарства 1811. постао је први српски министар одбране                        |
| 3                                               | Јаков Ненадовић    |                  | Јаков Ненадовић    | 1765–1836 | 1810            | 22. јануар 1811 | ниједна | стриц Матеје Ненадовића; након што су успостављена модерна министарства 1811. постао је први српски министар унутрашњих послова |
| 4                                               | Карађорђе Петровић |                  | Карађорђе Петровић | 1762–1817 | 22. јануар 1811 | 3. октобар 1813 | ниједна | вожд од 1804; оснивач династије Карађорђевић; након реформи такође председник Правитељствујушчег совјета                        |
| 5                                               | Младен Миловановић |                  | Младен Миловановић | 1760–1823 | 1813            | 1814            | ниједна | други мандат; у изгнанству у Хотину, Руска Империја                                                                             |

## Кнежевина Србија
Конзервативци
      Либерали
      Младоконзервативци
      нестраначка
| Ред                                       | Председник владе            | Председник владе | Председник владе            | Живео     | Почетак            | Крај               | Странка            | Напомена |
| ----------------------------------------- | --------------------------- | ---------------- | --------------------------- | --------- | ------------------ | ------------------ | ------------------ | --- |
| 6                                         | Петар Николајевић Молер     |                  | Петар Николајевић Молер     | 1775–1816 | 21. новембар 1815  | 16. мај 1816       | ниједна            | |
| 7                                         | Јеврем Обреновић            |                  | Јеврем Обреновић            | 1790–1856 | 1821               | 1826               | ниједна            | |
| 8                                         |                             |                  | Милоје Тодоровић            | 1762–1832 | 1826               | 1826               | ниједна            | |
| 9                                         | Димитрије Давидовић         |                  | Димитрије Давидовић         | 1789–1839 | 1826               | 1829               | ниједна            | |
| Н/А                                       | Н/А                         |                  | Н/А                         | Н/А       | 1834               | 1835               | ниједна            | Размотрилиште попечитељства пет чланова без председника                                                            |
| 10                                        |                             |                  | Коца Марковић               | 1795–1836 | 15. фебруар 1835   | 28. март 1836      | ниједна            | Законоизвршителна част Државног совјета умро 1836                                                                  |
| Н/А                                       | Стефан Стефановић Тенка     |                  | Стефан Стефановић Тенка     | 1797–1865 | 28. март 1836      | 26. фебруар 1839   | ниједна            | вршилац дужности                                                                                                   |
| Књажевски представници 1839–1862          |                             |                  |                             |           |                    |                    |                    | |
| 11                                        | Аврам Петронијевић          |                  | Аврам Петронијевић          | 1791–1852 | 26. фебруар 1839   | 7. април 1840      | ниједна            | I влада А. Петронијевића                                                                                           |
|                                           |                             |                  | Паун Јанковић               | 1808–1865 | 7. април 1840      | 15. мај 1840       | ниједна            | I влада А. Петронијевића вршилац дужности                                                                          |
| 12                                        |                             |                  | Ђорђе Протић                | 1793–1857 | 15. мај 1840       | 7. септембар 1842  | ниједна            | Влада Ђ. Протића                                                                                                   |
| 13                                        | Аврам Петронијевић          |                  | Аврам Петронијевић          | 1791–1852 | 7. септембар 1842  | 6. октобар 1843    | ниједна            | II и III влада А. Петронијевића                                                                                    |
| 14                                        | Алекса Симић                |                  | Алекса Симић                | 1800–1872 | 6. октобар 1843    | 11. октобар 1844   | ниједна            | I влада А. Симића                                                                                                  |
| 15                                        | Аврам Петронијевић          |                  | Аврам Петронијевић          | 1791–1852 | 11. октобар 1844   | 22. април 1852     | ниједна            | IV влада А. Петронијевића Умро у Истанбулу док је био у званичној посети Османском царству.                        |
| 16                                        | Илија Гарашанин             |                  | Илија Гарашанин             | 1812–1874 | 22. април 1852     | 26. март 1853      | ниједна            | I влада И. Гарашанина Први мандат                                                                                  |
| 17                                        | Алекса Симић                |                  | Алекса Симић                | 1800–1872 | 26. март 1853      | 28. децембар 1855  | ниједна            | II влада А. Симића                                                                                                 |
| 18                                        |                             |                  | Алекса Јанковић             | 1806–1869 | 28. децембар 1855  | 10. јун 1856       | ниједна            | Влада А. Јанковића                                                                                                 |
| Н/А                                       | Стефан Марковић             |                  | Стефан Марковић             | 1804–1864 | 10. јун 1856       | 28. септембар 1856 | ниједна            | I влада С. Марковића вршилац дужности                                                                              |
| 19                                        | Алекса Симић                |                  | Алекса Симић                | 1800–1872 | 28. септембар 1856 | 1. јул 1857        | ниједна            | III влада А. Симића                                                                                                |
| 20                                        | Стефан Марковић             |                  | Стефан Марковић             | 1804–1864 | 1. јул 1857        | 12. јун 1858       | ниједна            | II влада С. Марковића                                                                                              |
| 21                                        | Стеван Магазиновић          |                  | Стеван Магазиновић          | 1804–1874 | 12. јун 1858       | 18. април 1859     | ниједна            | Влада С. Магазиновића                                                                                              |
| 22                                        | Цветко Рајовић              |                  | Цветко Рајовић              | 1793–1873 | 18. април 1859     | 8. новембар 1860   | ниједна            | Влада Ц. Рајовића                                                                                                  |
| 23                                        | Филип Христић               |                  | Филип Христић               | 1819–1905 | 8. новембар 1860   | 21. октобар 1861   | ниједна            | Влада Ф. Христића                                                                                                  |
| 24                                        | Илија Гарашанин             |                  | Илија Гарашанин             | 1812–1874 | 21. октобар 1861   | 1862               | Конзервативци      | II влада И. Гарашанина Други мандат                                                                                |
| Председници Министарског савета 1862–1882 |                             |                  |                             |           |                    |                    |                    | |
| 24                                        | Илија Гарашанин             |                  | Илија Гарашанин             | 1812–1874 | 1862               | 15. новембар 1867  | Конзервативци      | II влада И. Гарашанина Други мандат                                                                                |
| 26                                        | Никола Христић              |                  | Никола Христић              | 1818–1911 | 3. децембар 1867   | 3. јул 1868        | Конзервативци      | I влада Н. Христића                                                                                                |
| 27                                        | Ђорђе Ценић                 |                  | Ђорђе Ценић                 | 1825–1903 | 3. јул 1868        | 8. август 1869     | Конзервативци      | Влада Ђ. Ценића |
| 28                                        | Радивоје Милојковић         |                  | Радивоје Милојковић         | 1832–1888 | 8. август 1869     | 22. август 1872    | Либерали           | Влада Р. Милојковића Смењена са дужности када је кнез Милан Обреновић, достигао пунолетство и поставио нову владу. |
| 29                                        | Миливоје Петровић Блазнавац |                  | Миливоје Петровић Блазнавац | 1824–1873 | 22. август 1872    | 5. април 1873      | независтан         | Влада М. Петровића Блазнаваца генерал умро током мандата                                                           |
| 30                                        | Јован Ристић                |                  | Јован Ристић                | 1831–1899 | 5. април 1873      | 3. новембар 1873   | Либерали           | Влада М. Петровића Блазнаваца заступник до 14. априла 1873 и Прва влада Јована Ристића                             |
| 31                                        | Јован Мариновић             |                  | Јован Мариновић             | 1821–1893 | 3. новембар 1873   | 7. децембар 1874   | Младоконзервативци | Влада Ј. Мариновића                                                                                                |
| 32                                        | Аћим Чумић                  |                  | Аћим Чумић                  | 1836–1901 | 7. децембар 1874   | 3. фебруар 1875    | Младоконзервативци | Влада А. Чумића |
| 33                                        |                             |                  | Данило Стефановић           | 1815–1886 | 3. фебруар 1875    | 31. август 1875    | Конзервативци      | Влада Д. Стефановића                                                                                               |
| 34                                        |                             |                  | Стевча Михаиловић           | 1804–1888 | 31. август 1875    | 8. октобар 1875    | Либерали           | I влада С. Михаиловића                                                                                             |
| 35                                        | Љубомир Каљевић             |                  | Љубомир Каљевић             | 1841–1907 | 8. октобар 1875    | 6. мај 1876        | Младоконзервативци | Влада Љ. Каљевића                                                                                                  |
| 36                                        |                             |                  | Стевча Михаиловић           | 1804–1888 | 6. мај 1876        | 13. октобар 1878   | Либерали           | II влада С. Михаиловића                                                                                            |
| 37                                        | Јован Ристић                |                  | Јован Ристић                | 1831–1899 | 13. октобар 1878   | 2. новембар 1880   | Либерали           | II влада Ј. Ристића                                                                                                |
| 38                                        | Милан Пироћанац             |                  | Милан Пироћанац             | 1837–1897 | 2. новембар 1880   | 6. март 1882       | Младоконзервативци | Влада М. Пироћанца                                                                                                 |

## Краљевина Србија
Српска напредна странка
      Конзервативна странка
      Либерална странка
      Народна радикална странка
      Самостална радикална странка
      Без партије
| Ред                                       | Председник владе          | Председник владе | Председник владе          | Живео     | Почетак             | Крај                | Странка                      | Напомена |
| ----------------------------------------- | ------------------------- | ---------------- | ------------------------- | --------- | ------------------- | ------------------- | ---------------------------- | --- |
| Председници Министарског савета 1882–1918 |                           |                  |                           |           |                     |                     |                              | |
| 38                                        | Милан Пироћанац           |                  | Милан Пироћанац           | 1837–1897 | 6. март 1882.       | 3. октобар 1883.    | Српска напредна странка      | Влада М. Пироћанца |
| 39                                        | Никола Христић            |                  | Никола Христић            | 1818–1911 | 3. октобар 1883.    | 19. фебруар 1884.   | Конзервативна странка        | II влада Н. Христића |
| 40                                        | Милутин Гарашанин         |                  | Милутин Гарашанин         | 1843–1908 | 19. фебруар 1884    | 13. јун 1887        | Српска напредна странка      | I, II и III влада М. Гарашанина |
| 41                                        | Јован Ристић              |                  | Јован Ристић              | 1831–1899 | 13. јун 1887        | 1. јануар 1888      | Либерална странка            | III влада Ј. Ристића |
| 42                                        | Сава Грујић               |                  | Сава Грујић               | 1840–1913 | 1. јануар 1888      | 27. април 1888      | Народна радикална странка    | I влада С. Грујића Први мандат |
| 43                                        | Никола Христић            |                  | Никола Христић            | 1818–1911 | 27. април 1888      | 6. март 1889        | Конзервативна странка        | III влада Н. Христића |
| 44                                        | Коста Протић              |                  | Коста Протић              | 1831–1892 | 6. март 1889        | 7. март 1889        | независтан генерал.          | Влада К. Протића |
| 45                                        | Сава Грујић               |                  | Сава Грујић               | 1840–1913 | 7. март 1889        | 23. фебруар 1891    | Народна радикална странка    | II и III влада С. Грујића други мандат                                                                                                   |
| 46                                        | Никола Пашић              |                  | Никола Пашић              | 1845–1926 | 23. фебруар 1891    | 22. август 1892     | Народна радикална странка    | I и II влада Н. Пашића први мандат |
| 47                                        | Јован Авакумовић          |                  | Јован Авакумовић          | 1841–1928 | 22. август 1892     | 13. април 1893      | Либерална странка            | I влада Ј. Авакумовића први мандат. Смењен са дужности када је краљ Александар Обреновић извео државни удар и прогласио себе пунолетним. |
| 48                                        | Лазар Докић               |                  | Лазар Докић               | 1845–1893 | 13. април 1893      | 5. децембар 1893    | Народна радикална странка    | Влада Л. Докића умро на дужности. |
| 49                                        | Сава Грујић               |                  | Сава Грујић               | 1840–1913 | 5. децембар 1893    | 24. јануар 1894     | Народна радикална странка    | IV влада С. Грујића трећи мандат |
| 50                                        | Ђорђе Симић               |                  | Ђорђе Симић               | 1843–1921 | 24. јануар 1894     | 3. април 1894       | Народна радикална странка    | I влада Ђ. Симића први мандат |
| 51                                        | Светомир Николајевић      |                  | Светомир Николајевић      | 1844–1922 | 3. април 1894       | 27. октобар 1894    | Народна радикална странка    | Влада С. Николајевића |
| 52                                        | Никола Христић            |                  | Никола Христић            | 1818–1911 | 27. октобар 1894    | 7. јул 1895         | Конзервативна странка        | IV влада Н. Христића |
| 53                                        | Стојан Новаковић          |                  | Стојан Новаковић          | 1842–1915 | 7. јул 1895         | 27. децембар 1896   | Српска напредна странка      | I влада С. Новаковића први мандат |
| 54                                        | Ђорђе Симић               |                  | Ђорђе Симић               | 1843–1921 | 27. децембар 1896   | 19. октобар 1897    | Народна радикална странка    | II влада Ђ. Симића други мандат |
| 55                                        | Владан Ђорђевић           |                  | Владан Ђорђевић           | 1844–1930 | 19. октобар 1897    | 25. јул 1900        | независан                    | Влада В. Ђорђевића |
| 56                                        | Алекса Јовановић          |                  | Алекса Јовановић          | 1846–1920 | 25. јул 1900        | 3. април 1901       | независан                    | I и II влада А. Јовановића |
| 57                                        | Михаило Вујић             |                  | Михаило Вујић             | 1853–1913 | 3. април 1901       | 20. октобар 1902    | Народна радикална странка    | I и II влада М. Вујића |
| 58                                        | Пера Велимировић          |                  | Петар Велимировић         | 1848–1911 | 20. октобар 1902.   | 20. новембар 1902.  | Народна радикална странка    | I влада П. Велимировића први мандат |
| 59                                        | Димитрије Цинцар-Марковић |                  | Димитрије Цинцар-Марковић | 1849–1903 | 20. новембар 1902.  | 11. јун 1903        | независан генерал.           | I и II влада Д. Цинцар-Марковића Убијен у Мајском преврату.                                                                              |
| 60                                        | Јован Авакумовић          |                  | Јован Авакумовић          | 1841–1928 | 11. јун 1903        | 4. октобар 1903     | Либерална странка            | II и III влада Ј. Авакумовића други мандат                                                                                               |
| 61                                        | Сава Грујић               |                  | Сава Грујић               | 1840–1913 | 4. октобар 1903     | 10. децембар 1904   | Народна радикална странка    | V и VI влада С. Грујића четврти мандат                                                                                                   |
| 62                                        | Никола Пашић              |                  | Никола Пашић              | 1845–1926 | 10. децембар 1904   | 28. мај 1905.       | Народна радикална странка    | III влада Н. Пашића други мандат |
| 63                                        | Љубомир Стојановић        |                  | Љубомир Стојановић        | 1860–1930 | 28. мај 1905.       | 7. март 1906.       | Самостална радикална странка | I и II влада Љ. Стојановића |
| 64                                        | Сава Грујић               |                  | Сава Грујић               | 1840–1913 | 7. март 1906        | 29. април 1906      | Народна радикална странка    | VII влада С. Грујића пети мандат |
| 65                                        | Никола Пашић              |                  | Никола Пашић              | 1845–1926 | 29. април 1906      | 20. јул 1908        | Народна радикална странка    | IV, V и VI влада Н. Пашића трећи мандат                                                                                                  |
| 66                                        | Пера Велимировић          |                  | Петар Велимировић         | 1848–1911 | 20. јул 1908        | 22. фебруар 1909    | Народна радикална странка    | II влада П. Велимировића други мандат |
| 67                                        | Стојан Новаковић          |                  | Стојан Новаковић          | 1842–1915 | 22. фебруар 1909    | 24. октобар 1909    | Српска напредна странка      | II влада С. Новаковића други мандат |
| 68                                        | Никола Пашић              |                  | Никола Пашић              | 1845–1926 | 24. октобар 1909    | 4. јул 1911         | Народна радикална странка    | VII влада Н. Пашића четврти мандат |
| 69                                        | Милован Миловановић       |                  | Милован Миловановић       | 1863–1912 | 4. јул 1911         | 18. јун 1912        | Народна радикална странка    | I и II влада М. Миловановића умро на дужности.                                                                                           |
| 70                                        | Марко Трифковић           |                  | Марко Трифковић           | 1864–1928 | 18. јун 1912.       | 12. септембар 1912. | Народна радикална странка    | II влада М. Миловановића вршилац дужности по смрти Миловановића и влада М. Трифковића                                                    |
| 71                                        | Никола Пашић              |                  | Никола Пашић              | 1845–1926 | 12. септембар 1912. | 1. децембар 1918.   | Народна радикална странка    | VIII, IX, X, XI и XII влада Н. Пашића пети мандат 1. децембра 1918. постао вршилац дужности председника владе Краљевства СХС             |

## Србија под немачком окупацијом 1941–1944
Српска радикална странка (Милан Стојадиновић)
      нестраначка личност
| Председник владе | Председник владе | Председник владе       | Живео     | Почетак          | Крај             | Странка                                       | Напомена                           |
| ---------------- | ---------------- | ---------------------- | --------- | ---------------- | ---------------- | --------------------------------------------- | ---------------------------------- |
|                  |                  | Милан Аћимовић         | 1898–1945 | 30. април 1941   | 29. август 1941  | Српска радикална странка (Милан Стојадиновић) | Комесарска управа Милана Аћимовића |
|                  |                  | Милан Недић            | 1898–1945 | 29. август 1941  | 10. октобар 1944 | нестраначки политичар                         | Влада народног спаса Милана Недића |
|                  |                  | Александар Пеливановић |           | 10. октобар 1944 | 20. октобар 1944 |                                               | заступник                          |

## Социјалистичка Република Србија (СФРЈ) / Република Србија (СРЈ, СЦГ)
Савез комуниста Југославије

      Социјалистичка партија Србије
      Демократска странка
      Демократска алтернатива
      Социјалдемократска унија
      Демократска странка Србије
| Ред                                                               | Председник владе   | Председник владе | Председник владе       | Живео     | Почетак                                          | Крај                    | Странка                                                                                 | Напомена |
| ----------------------------------------------------------------- | ------------------ | ---------------- | ---------------------- | --------- | ------------------------------------------------ | ----------------------- | --------------------------------------------------------------------------------------- | --- |
| Секретар Главног народноослободилачког одбора за Србију 1941–1944 |                    |                  |                        |           |                                                  |                         |                                                                                         | |
| N/A                                                               |                    |                  | Петар Стамболић        | 1912–2007 | септембар 1941                                   | 18. новембар 1944       | Комунистичка партија Југославије                                                        | |
| N/A                                                               | —                  |                  | Петар Стамболић        | 1912–2007 |                                                  |                         | Комунистичка партија Југославије                                                        | |
| Председник Председништва АСНОС-а 1944–1945                        |                    |                  |                        |           |                                                  |                         |                                                                                         | |
| N/A                                                               |                    |                  | Синиша Станковић       | 1892–1974 | 18. новембар 1944                                | 7. април 1945           | Комунистичка партија Југославије                                                        | |
| N/A                                                               | —                  |                  | Синиша Станковић       | 1892–1974 |                                                  |                         | Комунистичка партија Југославије                                                        | |
| Председници Владе 1945–1953                                       |                    |                  |                        |           |                                                  |                         |                                                                                         | |
| 1 (72)                                                            |                    |                  | Благоје Нешковић       | 1907–1984 | 7. април 1945                                    | 5. септембар 1948       | Комунистичка партија Југославије                                                        | I и II влада Б. Нешковића |
| 1 (72)                                                            | —                  |                  | Благоје Нешковић       | 1907–1984 |                                                  |                         | Комунистичка партија Југославије                                                        | I и II влада Б. Нешковића |
| 2 (73)                                                            |                    |                  | Петар Стамболић        | 1912–2007 | 5. септембар 1948                                | 5. фебруар 1953         | Комунистичка партија Југославије (промена имена 1952)                                   | I и II влада П. Стамболића |
| 2 (73)                                                            | —                  | —                | Петар Стамболић        | 1912–2007 | Савез комуниста Југославије (промена имена 1952) |                         |                                                                                         | I и II влада П. Стамболића |
| Председници Извршног већа 1953–1991                               |                    |                  |                        |           |                                                  |                         |                                                                                         | |
| 2 (73)                                                            |                    |                  | Петар Стамболић        | 1912–2007 | 5. фебруар 1953                                  | 16. децембар 1953       | Савез комуниста Југославије                                                             | III влада П. Стамболића |
| 2 (73)                                                            | —                  |                  | Петар Стамболић        | 1912–2007 |                                                  |                         | Савез комуниста Југославије                                                             | III влада П. Стамболића |
| 3 (74)                                                            |                    |                  | Јован Веселинов        | 1906–1982 | 16. децембар 1953                                | 6. април 1957           | Савез комуниста Југославије                                                             | Влада Ј. Веселинова |
| 3 (74)                                                            | —                  |                  | Јован Веселинов        | 1906–1982 |                                                  |                         | Савез комуниста Југославије                                                             | Влада Ј. Веселинова |
| 4 (75)                                                            |                    |                  | Милош Минић            | 1914–2003 | 6. април 1957                                    | 9. јун 1962             | Савез комуниста Југославије                                                             | Влада М. Минића |
| 4 (75)                                                            | —                  |                  | Милош Минић            | 1914–2003 |                                                  |                         | Савез комуниста Југославије                                                             | Влада М. Минића |
| 5 (76)                                                            |                    |                  | Слободан Пенезић Крцун | 1918–1964 | 9. јун 1962                                      | 6. новембар 1964        | Савез комуниста Југославије                                                             | Влада С. Пенезића погинуо у саобраћајној несрећи.                                                                                              |
| 5 (76)                                                            | —                  |                  | Слободан Пенезић Крцун | 1918–1964 |                                                  |                         | Савез комуниста Југославије                                                             | Влада С. Пенезића погинуо у саобраћајној несрећи.                                                                                              |
| N/A                                                               |                    |                  | Стеван Дороњски        | 1919–1981 | 6. новембар 1964                                 | 17. новембар 1964       | Савез комуниста Југославије                                                             | Влада С. Пенезића вршилац дужности (после смрти Слободана Пенезића)                                                                            |
| N/A                                                               | —                  |                  | Стеван Дороњски        | 1919–1981 |                                                  |                         | Савез комуниста Југославије                                                             | Влада С. Пенезића вршилац дужности (после смрти Слободана Пенезића)                                                                            |
| 6 (77)                                                            |                    |                  | Драги Стаменковић      | 1920–2004 | 17. новембар 1964                                | 6. јун 1967             | Савез комуниста Југославије                                                             | Влада Д. Стаменковића |
| 6 (77)                                                            | —                  |                  | Драги Стаменковић      | 1920–2004 |                                                  |                         | Савез комуниста Југославије                                                             | Влада Д. Стаменковића |
| 7 (78)                                                            |                    |                  | Ђурица Јојкић          | 1914–1981 | 6. јун 1967                                      | 7. мај 1969             | Савез комуниста Југославије                                                             | Влада Ђ. Јојкића |
| 7 (78)                                                            | —                  |                  | Ђурица Јојкић          | 1914–1981 |                                                  |                         | Савез комуниста Југославије                                                             | Влада Ђ. Јојкића |
| 8 (79)                                                            |                    |                  | Миленко Бојанић        | 1924–1987 | 7. мај 1969                                      | 6. мај 1974             | Савез комуниста Југославије                                                             | Влада М. Бојанића |
| 8 (79)                                                            | —                  |                  | Миленко Бојанић        | 1924–1987 |                                                  |                         | Савез комуниста Југославије                                                             | Влада М. Бојанића |
| 9 (80)                                                            |                    |                  | Душан Чкребић          | 1927–2022 | 6. мај 1974                                      | 6. мај 1978             | Савез комуниста Југославије                                                             | Влада Д. Чкребића |
| 9 (80)                                                            | —                  |                  | Душан Чкребић          | 1927–2022 |                                                  |                         | Савез комуниста Југославије                                                             | Влада Д. Чкребића |
| 10 (81)                                                           |                    |                  | Иван Стамболић         | 1936–2000 | 6. мај 1978                                      | 5. мај 1982             | Савез комуниста Југославије                                                             | Влада И. Стамболића |
| 10 (81)                                                           | —                  |                  | Иван Стамболић         | 1936–2000 |                                                  |                         | Савез комуниста Југославије                                                             | Влада И. Стамболића |
| 11 (82)                                                           |                    |                  | Бранислав Иконић       | 1928–2002 | 5. мај 1982                                      | 6. мај 1986             | Савез комуниста Југославије                                                             | Влада Б. Иконића |
| 11 (82)                                                           | —                  |                  | Бранислав Иконић       | 1928–2002 |                                                  |                         | Савез комуниста Југославије                                                             | Влада Б. Иконића |
| 12 (83)                                                           |                    |                  | Десимир Јевтић         | 1938–2017 | 6. мај 1986                                      | 5. децембар 1989        | Савез комуниста Југославије                                                             | Влада Д. Јевтића |
| 12 (83)                                                           | —                  |                  | Десимир Јевтић         | 1938–2017 |                                                  |                         | Савез комуниста Југославије                                                             | Влада Д. Јевтића |
| 13 (84)                                                           |                    |                  | Станко Радмиловић      | 1936–2018 | 5. децембар 1989                                 | 15. јануар 1991         | Савез комуниста Југославије (до маја 1990) Социјалистичка партија Србије (од јула 1990) | Влада С. Радмиловића СКЈ је расформиран 26. маја 1990. а од републичког СКС и ССРНС 17. јула 1990. формирана је Социјалистичка партија Србије. |
| 13 (84)                                                           | —                  |                  | Станко Радмиловић      | 1936–2018 |                                                  |                         | Савез комуниста Југославије (до маја 1990) Социјалистичка партија Србије (од јула 1990) | Влада С. Радмиловића СКЈ је расформиран 26. маја 1990. а од републичког СКС и ССРНС 17. јула 1990. формирана је Социјалистичка партија Србије. |
| Председници Владе 1991–2006                                       |                    |                  |                        |           |                                                  |                         |                                                                                         | |
| 1 (85)                                                            |                    |                  | Драгутин Зеленовић     | 1928–2020 | 15. јануар 1991                                  | 23. децембар 1991       | Социјалистичка партија Србије                                                           | Влада Д. Зеленовића |
| 1 (85)                                                            | 1990.              |                  | Драгутин Зеленовић     | 1928–2020 |                                                  |                         | Социјалистичка партија Србије                                                           | Влада Д. Зеленовића |
| 2 (86)                                                            |                    |                  | Радоман Божовић        | 1953–     | 23. децембар 1991                                | 10. фебруар 1993        | Социјалистичка партија Србије                                                           | Влада Р. Божовића СФРЈ је разбијена а Србија и Црна Гора су 27. априлa 1992. формирале СРЈ.                                                    |
| 2 (86)                                                            | —                  |                  | Радоман Божовић        | 1953–     |                                                  |                         | Социјалистичка партија Србије                                                           | Влада Р. Божовића СФРЈ је разбијена а Србија и Црна Гора су 27. априлa 1992. формирале СРЈ.                                                    |
| 3 (87)                                                            |                    |                  | Никола Шаиновић        | 1948–     | 10. фебруар 1993                                 | 18. март 1994           | Социјалистичка партија Србије                                                           | Влада Н. Шаиновића |
| 3 (87)                                                            | 1992.              |                  | Никола Шаиновић        | 1948–     |                                                  |                         | Социјалистичка партија Србије                                                           | Влада Н. Шаиновића |
| 4 (88)                                                            |                    |                  | Мирко Марјановић       | 1937–2006 | 18. март 1994                                    | 24. октобар 2000        | Социјалистичка партија Србије                                                           | I и II влада М. Марјановића Приморан да поднесе оставку после Петооктобарских промена.                                                         |
| 4 (88)                                                            | 1993, 1997.        |                  | Мирко Марјановић       | 1937–2006 |                                                  |                         | Социјалистичка партија Србије                                                           | I и II влада М. Марјановића Приморан да поднесе оставку после Петооктобарских промена.                                                         |
| 5 (89)                                                            |                    |                  | Миломир Минић          | 1950–     | 24. октобар 2000                                 | 25. јануар 2001         | Социјалистичка партија Србије                                                           | Влада М. Минића Прелазна влада |
| 5 (89)                                                            | —                  |                  | Миломир Минић          | 1950–     |                                                  |                         | Социјалистичка партија Србије                                                           | Влада М. Минића Прелазна влада |
| 6 (90)                                                            | Зоран Ђинђић       |                  | Зоран Ђинђић           | 1952–2003 | 25. јануар 2001                                  | 12. март 2003 (атентат) | Демократска странка Део коалиције ДОС                                                   | Влада З. Ђинђића 4. фебруара 2003. СРЈ је преуређена у СЦГ 12. марта 2003. убијен у атентату                                                   |
| 6 (90)                                                            | Зоран Ђинђић       | 2000.            | Зоран Ђинђић           | 1952–2003 |                                                  |                         | Демократска странка Део коалиције ДОС                                                   | Влада З. Ђинђића 4. фебруара 2003. СРЈ је преуређена у СЦГ 12. марта 2003. убијен у атентату                                                   |
| N/A                                                               | Небојша Човић      |                  | Небојша Човић          | 1958–     | 12. март 2003                                    | 17. март 2003           | Демократска алтернатива Део коалиције ДОС                                               | Влада З. Ђинђића вршилац дужности. |
| N/A                                                               | Небојша Човић      | —                | Небојша Човић          | 1958–     |                                                  |                         | Демократска алтернатива Део коалиције ДОС                                               | Влада З. Ђинђића вршилац дужности. |
| N/A                                                               | Жарко Кораћ        |                  | Жарко Кораћ            | 1947–     | 17. март 2003                                    | 18. март 2003           | Социјалдемократска унија Део коалиције ДОС                                              | Влада З. Ђинђића вршилац дужности. |
| N/A                                                               | Жарко Кораћ        | —                | Жарко Кораћ            | 1947–     |                                                  |                         | Социјалдемократска унија Део коалиције ДОС                                              | Влада З. Ђинђића вршилац дужности. |
| 7 (91)                                                            | Зоран Живковић     |                  | Зоран Живковић         | 1960–     | 18. март 2003                                    | 3. март 2004            | Демократска странка Део коалиције ДОС                                                   | Влада З. Живковића 18. новембра 2003. коалиција ДОС је расформирана, што је довело до нових избора.                                            |
| 7 (91)                                                            | Зоран Живковић     | —                | Зоран Живковић         | 1960–     |                                                  |                         | Демократска странка Део коалиције ДОС                                                   | Влада З. Живковића 18. новембра 2003. коалиција ДОС је расформирана, што је довело до нових избора.                                            |
| 8 (92)                                                            | Војислав Коштуница |                  | Војислав Коштуница     | 1944–     | 3. март 2004                                     | 5. јун 2006             | Демократска странка Србије                                                              | I влада В. Коштунице 5. јунa 2006. СЦГ је расформирана, а Коштуница је постао први премијер независне Републике Србије.                        |
| 8 (92)                                                            | Војислав Коштуница | 2003.            | Војислав Коштуница     | 1944–     |                                                  |                         | Демократска странка Србије                                                              | I влада В. Коштунице 5. јунa 2006. СЦГ је расформирана, а Коштуница је постао први премијер независне Републике Србије.                        |

## Република Србија
Народна скупштина је 5. јуна 2006. године прогласила независност Републике Србије након укидања државне заједнице Србије и Црне Горе, а 8. новембра исте године усвојила нови Устав Републике.
      Демократска странка Србије
      Социјалистичка партија Србије
      нестраначка личност
      Српска напредна странка
| Ред                        | Председник владе   | Председник владе                                     | Председник владе   | Живео/ла | Почетак                                        | Крај           | Странка                                                                         | Напомена                                                                 |
| -------------------------- | ------------------ | ---------------------------------------------------- | ------------------ | -------- | ---------------------------------------------- | -------------- | ------------------------------------------------------------------------------- | ------------------------------------------------------------------------ |
| Председници Владе од 2006. |                    |                                                      |                    |          |                                                |                |                                                                                 |                                                                          |
| 8 (92)                     | Војислав Коштуница |                                                      | Војислав Коштуница | 1944–    | 5. јун 2006                                    | 7. јул 2008    | Демократска странка Србије                                                      | I влада В. Коштунице (ДСС, Г17+, НС, СПО; подршка СПС-а мањинској влади) |
| 8 (92)                     | Војислав Коштуница | 2007.                                                | 2007.              | 1944–    | II влада В. Коштунице (ДС, ДСС, Г17+, НС, СДП) |                | Демократска странка Србије                                                      |                                                                          |
| 9 (93)                     | Мирко Цветковић    |                                                      | Мирко Цветковић    | 1950–    | 7. јул 2008                                    | 27. јул 2012   | нестраначка личност                                                             | Влада М. Цветковића (ДС, СПС, Г17+, СДПС ПУПС, СПО, СДАС)                |
| 9 (93)                     | Мирко Цветковић    | 2008.                                                | Мирко Цветковић    | 1950–    |                                                |                | нестраначка личност                                                             | Влада М. Цветковића (ДС, СПС, Г17+, СДПС ПУПС, СПО, СДАС)                |
| 10 (94)                    | Ивица Дачић        |                                                      | Ивица Дачић        | 1966–    | 27. јул 2012                                   | 27. април 2014 | Социјалистичка партија Србије                                                   | Влада И. Дачића (СНС, СПС, ПУПС, СДПС, НС, СДАС, до 2013: УРС)           |
| 10 (94)                    | Ивица Дачић        | 2012.                                                | Ивица Дачић        | 1966–    |                                                |                | Социјалистичка партија Србије                                                   | Влада И. Дачића (СНС, СПС, ПУПС, СДПС, НС, СДАС, до 2013: УРС)           |
| 11 (95)                    | Александар Вучић   |                                                      | Александар Вучић   | 1970–    | 27. април 2014                                 | 31. мај 2017   | Српска напредна странка                                                         | I влада А. Вучића (СНС, СПС, СДПС, ПС, НС)                               |
| 11 (95)                    | Александар Вучић   | 2014, 2016.                                          | 2014, 2016.        | 1970–    | II влада А. Вучића (СНС, СПС, СДПС, ПУПС, ПС)  |                | Српска напредна странка                                                         |                                                                          |
| N/A                        | Ивица Дачић        |                                                      | Ивица Дачић        | 1966–    | 31. мај 2017                                   | 29. јун 2017   | Социјалистичка партија Србије                                                   | II влада А. Вучића вршилац дужности.                                     |
| N/A                        | Ивица Дачић        | —                                                    | Ивица Дачић        | 1966–    |                                                |                | Социјалистичка партија Србије                                                   | II влада А. Вучића вршилац дужности.                                     |
| 12 (96)                    | Ана Брнабић        |                                                      | Ана Брнабић        | 1975–    | 29. јун 2017                                   | 20. март 2024  | нестраначка личност (до октобра 2019) Српска напредна странка (од октобра 2019) | I влада А. Брнабић (СНС, СПС, СДПС ПУПС, ПС, СНП)                        |
| 12 (96)                    | Ана Брнабић        |                                                      | Ана Брнабић        | 1975–    | 2020, 2022.                                    | 2020, 2022.    | нестраначка личност (до октобра 2019) Српска напредна странка (од октобра 2019) | II влада А. Брнабић (СНС, СПС, СДПС, ПУПС, ПС, СНП, до 2021: СПАС)       |
| 12 (96)                    | Ана Брнабић        | III влада А. Брнабић (СНС, СПС, ЈС, ПУПС, ДСХВ, СДП) | Ана Брнабић        | 1975–    | 2020, 2022.                                    | 2020, 2022.    | нестраначка личност (до октобра 2019) Српска напредна странка (од октобра 2019) |                                                                          |
| N/A                        | Ивица Дачић        |                                                      | Ивица Дачић        | 1966–    | 20. март 2024                                  | 2. мај 2024    | Социјалистичка партија Србије                                                   | III влада А. Брнабић вршилац дужности.                                   |
| N/A                        | Ивица Дачић        | —                                                    | Ивица Дачић        | 1966–    |                                                |                | Социјалистичка партија Србије                                                   | III влада А. Брнабић вршилац дужности.                                   |
| 13 (97)                    |                    |                                                      | Милош Вучевић      | 1974–    | 2. мај 2024                                    | 16. април 2025 | Српска напредна странка                                                         | Влада Милоша Вучевића                                                    |
| 13 (97)                    | 2023.              |                                                      | Милош Вучевић      | 1974–    |                                                |                | Српска напредна странка                                                         | Влада Милоша Вучевића                                                    |
| 14 (98)                    |                    |                                                      | Ђуро Мацут         | 1963–    | 16. април 2025                                 |                | Нестраначка личност (Покрет за народ и државу)                                  | Влада Ђура Мацута                                                        |
| 14 (98)                    | —                  |                                                      | Ђуро Мацут         | 1963–    |                                                |                | Нестраначка личност (Покрет за народ и државу)                                  | Влада Ђура Мацута                                                        |